# 韦斯特菲尔德 (马萨诸塞州)
42°07′30″N 72°45′00″W / 42.12500°N 72.75000°W

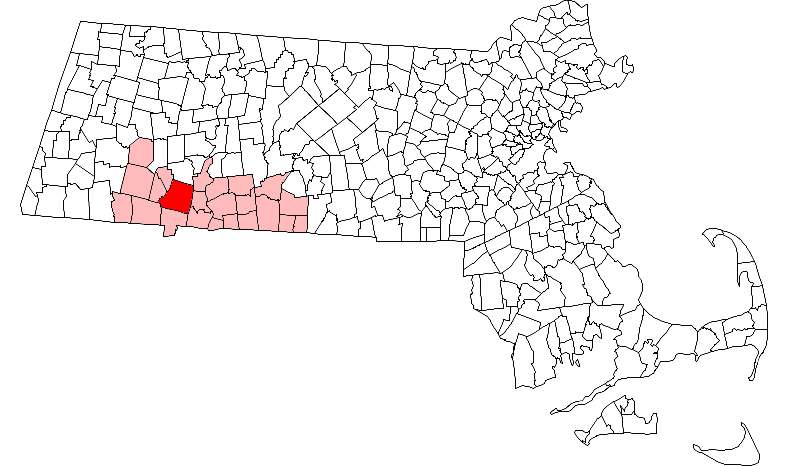

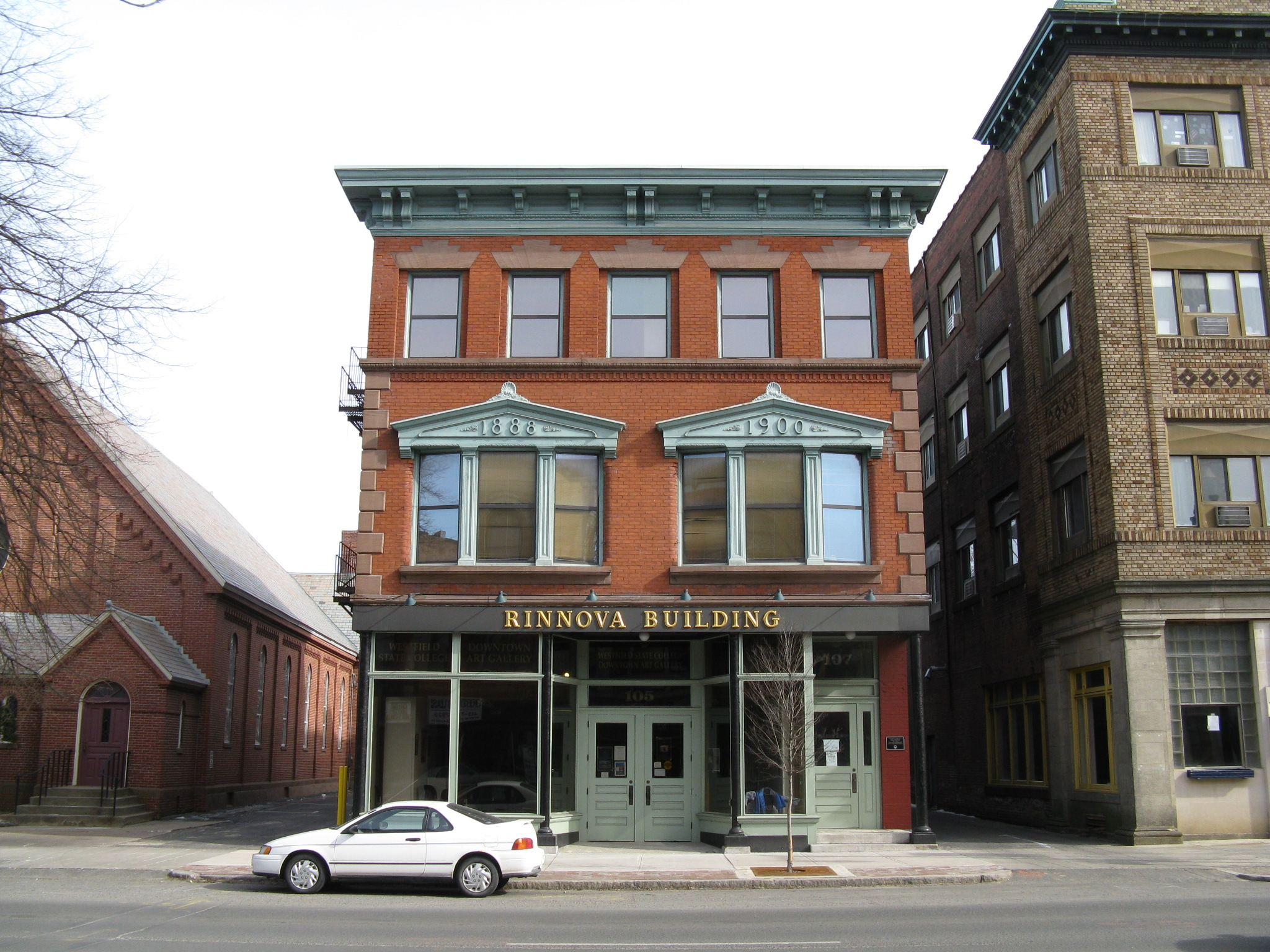

韦斯特菲尔德（英語：Westfield）是美國麻薩諸塞州漢登縣的一個城市，韦斯特菲尔德河流過。面積122.6平方公里。根據美國2000年人口普查，人口40,072人。 
1669年建鎮，1920年設市。